# Mugnano di Napoli
Mugnano di Napoli község (comune) Olaszország Campania régiójában, Nápoly megyében.

## Fekvése
Nápolytól 10 km-re északnyugatra fekszik. Határai: Calvizzano, Giugliano in Campania, Marano di Napoli, Melito di Napoli, Nápoly és Villaricca.

## Története
Mugnano őse 498-ban alakult ki a Camaldoli-domb termékeny lejtőin Carpinianum név alatt. Lakosai az osztrogótok inváziója idején (541-543) menekülni kényszerültek és a mai város területén telepedtek meg, amelyet egy természetes csatorna határolt. Nevét valószínűleg malmai után kapta (latinul Ager Mugnanus, azaz malmok mezeje). Első írásos említése 959-ből származik, ekkor épült a település első temploma a Santa Maria della Contrada.

## Népessége
A népesség számának alakulása:

## Főbb látnivalói
- San Biagio-templom
- San Giovanni a Carpignano-templom
- SS. Alfonso e Luigi-templom
- Sacro Cuore-templom
- Mausoleo Torricelli (i. e. 1. századi római síremlék)